# Alfredo Serri
Alfredo Serri (Firenze, 1898 – Firenze, 11 maggio 1972) è stato un pittore italiano.

## Biografia

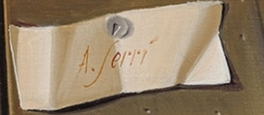
Firma di Alfredo Serri

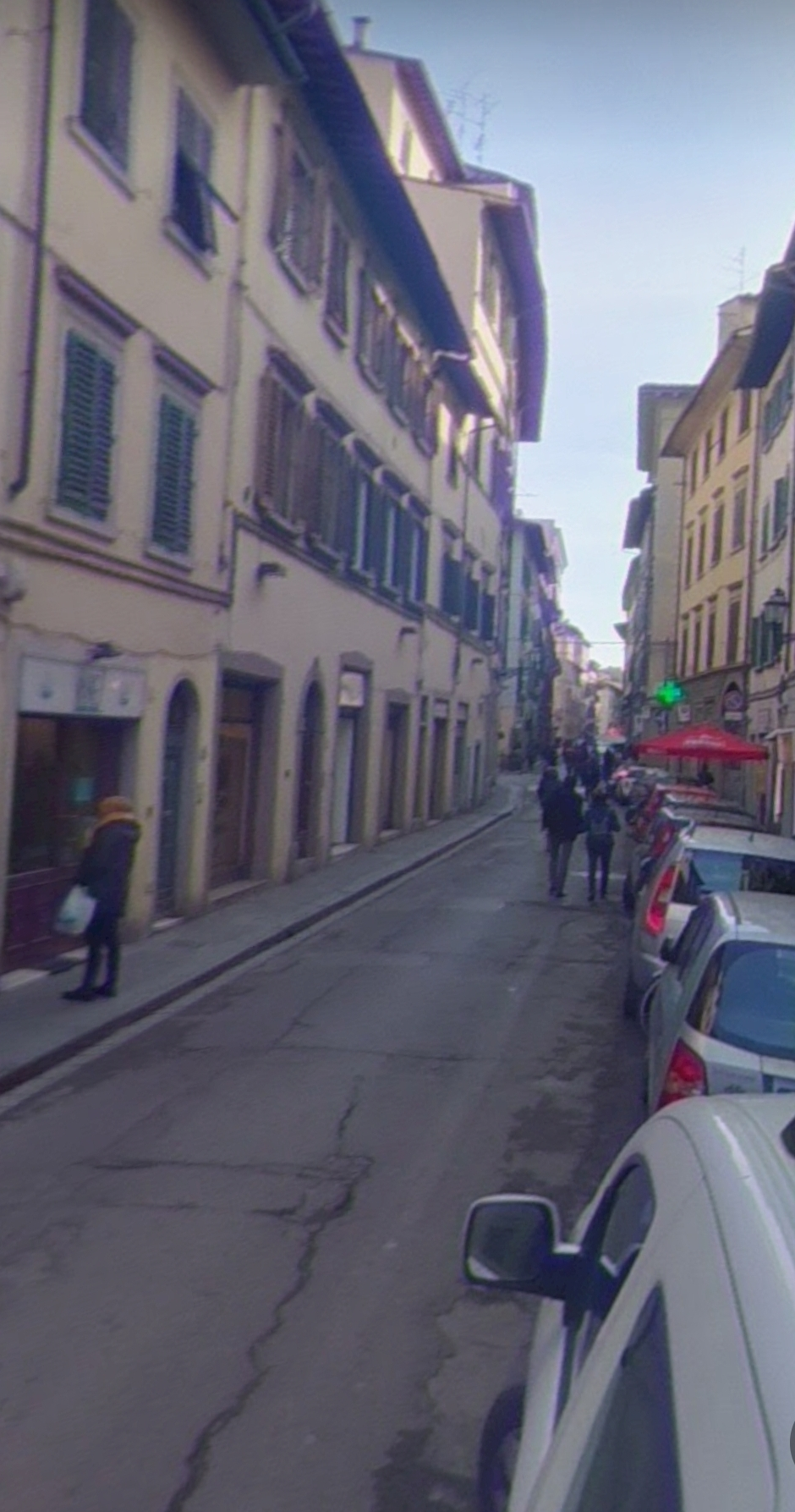
Via Guelfa, dove Alfredo Serri aveva lo studio artistico

Alfredo Serri trascorse tutta la sua vita a Firenze, dove iniziò la sua attività artistica come musicista nell'orchestra del Teatro della Pergola. Aveva imparato a suonare da autodidatta, insegnava il violino e anche chitarra e pianoforte.
Iniziò a dipingere negli anni venti del Novecento. Dipingeva stemmi araldici e realizzava decorazioni per oggetti in argento e disegni per copertine di libri di testo della scuola elementare.
Per un lavoro di ritratto che gli era stato commissionato conobbe la modella Lisetta Parisotto. Si sposarono ed ebbero due figli. 
Nel 1932 divenne amico del pittore Pietro Annigoni (1910-1988), al quale chiese di poter diventare suo allievo per apprendere le tecniche per dipingere e con il quale realizzò delle opere pittoriche firmate con lo pseudonimo di Serani, nato dall'unione dei loro cognomi. Dopo qualche anno decise di lasciare il lavoro nell'orchestra per dedicarsi completamente all'attività di pittura.
Nel 1947 entrò a far parte del movimento artistico dei pittori della realtà, che realizzò un manifesto programmatico di etica ed estetica più che di politica:"Noi pittori moderni della realtà, siamo riuniti in un gruppo fraterno per mostrare al pubblico le nostre opere. [...] Noi ricreiamo l'arte dell'illusione e della realtà, eterno e antichissimo seme delle arti figurative. [...] Noi vogliamo una pittura capita da molti e non da pochi 'raffinati'.", che si espresse, fino al 1949, con eventi di esposizione di opere degli artisti: Giovanni Acci, Pietro Annigoni, Antonio Bueno, Xavier Bueno, Giorgio De Chirico e Gregorio Sciltian. Con questo movimento Alfredo Serri partecipò anche alla scrittura di articoli nella rivista Arte, pubblicata a Firenze, esprimendo il suo pensiero riguardante le diverse scuole artistiche, astrattiste e informali, del tempo.
Alfredo Serri dipingeva prevalentemente per sé e per pochi clienti collezionisti, viveva una vita piuttosto solitaria e, intorno agli anni '40 Antonio Bueno lo ricordava: "Poverissimo e magrissimo, con una grande cravatta alla Lavallière, che lo faceva sembrare un anarchico, era dotato di una carica di buon umore inesauribile". Non ha mai amato esporre le sue opere in mostre personali e ha partecipato a qualche mostra collettiva, una di queste si svolse tra il 1958 e il 1959 a Firenze.
Nel 1952 aprì il suo studio artistico che si trovava in via Guelfa a Firenze, dove viveva la sua ispirazione in solitudine, con pochissimi contatti con l'esterno. Morì nel mese di maggio del 1972 a Firenze, città dove era nato e che non aveva mai lasciato.

## Mostre

### Collettive
- Dal 22 gennaio al 2 febbraio 1944 presso la galleria “Il Cenacolo” a Firenzemostra.
- Nel novembre del 1947 partecipa alla mostra de “I pittori Moderni della Realtà” a Milano, e presso la Galleria “Firenze”.
- Nel 1947 partecipa a una mostra di arte sacra, insieme a Giovanni Acci, organizzata dal gruppo  “Il chiostro nuovo delle arti” di Firenze, che dava un supporto culturale a una visione cristiana della vita.
- Dal 18 gennaio 1947 al 1949 mostra dei “Pittori moderni della realtà" a Milano.
- Nel 1949 espone due opere presso la “Saletta di Firenze", con i Pittori Moderni della realtà e alla Galleria “Ranzini" di Milano.
- Nel 1952 espone a Palazzo Strozzi per la Mostra del Cinquantennio dell'Arte Toscana.

### Personali
- Nel 1945 a Firenze.
- Dal 21 dicembre 1958 al 7 gennaio 1959 presso la Galleria Ranzini a Milano.

### Mostre a lui dedicate
- Nel 2014 a Firenze
- Nel 2019 presso la Galleria Open Art di Prato

### Mostre collettive con sue opere
- Dal 9 dicembre 2022 al 1 maggio 2023, a Fermo, presso il Palazzo dei Priori, "I pittori della realtà, Verità e illusione tra Seicento e Novecento", a cura di Vittorio Sgarbi.